# Magnet (Allier)
Magnet é uma comuna francesa na região administrativa de Auvérnia-Ródano-Alpes, no departamento Allier. Estende-se por uma área de 12,62 km². Em 2010 a comuna tinha 1 026 habitantes (densidade: 81,3 hab./km²).